# Mariano Izco
Mariano Izco (ur. 13 marca 1983 w Buenos Aires) – argentyński piłkarz występujący najczęściej na pozycji prawego pomocnika. Obecnie gra w Catanii. Posiada również włoskie obywatelstwo.

## Kariera klubowa
Mariano Izco urodził się w Buenos Aires i tam rozpoczął piłkarską karierę w klubie San Telmo. Od 2002 występował w zespole Tigre, a następnie był zawodnikiem Almagro. W barwach Almagro 10 kwietnia 2005 w zwycięskim 2:0 derbowym pojedynku przeciwko Argentinos Juniors zadebiutował w argentyńskiej Primera División. W najwyższej klasie rozgrywek w kraju zanotował jednak tylko 4 występy, w tym żadnego w podstawowym składzie. W 2005 piłkarz powrócił do San Telmo, gdzie grał przez rok. Łącznie dla wszystkich zespołów ze stolicy Argentyny, w których występował, Izco rozegrał 123 ligowe spotkania.
W sierpniu 2006 Izco podpisał kontrakt z włoską Catanią, działacze której zapłacili za transfer 90 tysięcy dolarów. W Serie A Argentyńczyk zadebiutował 26 listopada w zwycięskim 2:0 spotkaniu z Parmą, w którym miał asystę przy golu Fabio Caserty. Od tego czasu Izco regularnie zaczął dostawać szanse występów, a z czasem wywalczył sobie miejsce w podstawowym składzie Catanii. W sezonie 2008/2009 trenerem sycylijskiej drużyny był Walter Zenga, który kilkakrotnie wystawił wychowanka San Telmo do gry na prawej obronie. 20 grudnia 2009 Izco w 87. minucie wyjazdowego meczu z Juventusem strzelił gola zapewniając swojemu klubowi wygraną 2:1.